# Онигеновые (порядок)
Онигеновые (лат. Onygenales) — порядок грибов класса Eurotiomycetes.

## Описание
Размеры плодовых тел сильно разнятся — плодовых тела некоторых видов довольно крупные, а некоторые грибы не видны невооружённым глазом.
Большинство представителей порядка — кератинофильные сапротрофы. Некоторые — копротрофы.
Некоторые грибы, входящие в порядок вызывают различные болезни млекопитающих, например, гистоплазмоз и кокцидиоидомикоз.

## Таксономия
Ближайшие родственники онигеновых включены в порядок эуроциевых.

### Синонимы
- Gymnoascales G. Winter, 1884

### Представители
- Ajellomycetaceae Unter., J.A. Scott & Sigler, 2004
- Arthrodermataceae Locq. ex Currah, 1985
- Gymnoascaceae Baran., 1872
- Onygenaceae Berk., 1857 — Онигеновые